# Araneus phyllonotus
Araneus phyllonotus là một loài nhện trong họ Araneidae.
Loài này thuộc chi Araneus. Araneus phyllonotus được Tord Tamerlan Teodor Thorell miêu tả năm 1887.